# Берс, Елизавета Михайловна
Елизавета Михайловна Берс (в девичестве Никифорова, 1906—1981) — советская ученый-археолог.

## Биография
Родилась 26 июля 1906 года в городе Юхнов (ныне — Калужской области) в семье агронома и народной учительницы. В 1921 году семья переехала на Урал. 
В свою первую археологическую экспедицию Е. М. Никифорова отправилась в 1923 году. В 1927 году Елизавета Михайловна вышла замуж за археолога и историка Александра Андреевича Берса (1902—1937). Под его руководством, а с 1934 года —  совместно с Павлом Алексеевичем Дмитриевым, сотрудником Государственного Исторического музея, она проводила полевые исследования на археологических памятниках горно-лесного Зауралья (поселение и могильник Калмацкий Брод, мыс Толстик, разведка по берегам и островам Исетского озера). После ареста мужа в 1935 году Е. М. Берс была вынуждена работать в различных учреждениях Свердловска, занимаясь археологическими исследованиями в свободное от работы время.
В 1954—1960 годах работала в Уральском университете на историческом факультете, занималась систематизацией коллекции Свердловского краеведческого музея (бывший музей Уральского общества любителей естествознания). Выделила отдельные фонды О. Е. Клера, В. Я. Толмачева, архив УОЛЕ и другие.
Елизавета Михайловна руководила раскопками археологических памятников Свердловской области, в числе которых — поселения раннего железного века на горе Маленькой (Палкинское левобережное поселение); Верхней и Нижней Макуше (правый берег реки Исеть, Первоуральский район); поселения Новая I, II, III (левый берег Исети, Верхнепышминский район); жертвенное место у озера Мелкое (мыс Еловый); Аятские поселение и могильник; литейная производственная площадка на горе Петрогром. Она открыла и описала новые археологические культуры раннего железного века — гамаюнскую и исетскую, также ввела в научный оборот понятие таких археологических культур, как аятская (эпоха энеолита), иткульская (эпоха раннего железного века), петрогромская (эпоха позднего железного века), впервые занялась вопросами реконструкции процессов литья в древнем горне. Описала и реконструировала жилища в поселениях неолита, энеолита, бронзы, раннего железного века, предложила свою концепцию генезиса археологических культур горно-лесного Зауралья от неолита до позднего железного века и изложила ее в монографии «Археологические памятники Свердловска и его окрестностей».
С 1960 жила в Новосибирске у сына, преподавала в Новосибирском государственном университете; проводила археологические исследования на территории Горного Алтая, руководила полевой археологической практикой студентов исторического отделения гуманитарного факультета НГУ и подготовкой дипломных работ студентами, специализирующимися по археологии. В 1979 году была удостоена медали им. Н. К. Чупина.
Среди её работ:
- Археологическая карта Свердловска и его окрестностей. — МИА, 1951.
- Каталог археологических коллекций Свердловского краеведческого музея. — Свердловск: 1959.
- Археологические памятники Свердловска и его окрестностей. — Свердловск: Свердловское книжное изд-во, 1954. — 83 с.; ил.: 8 л.; цв. ил: 2 с. — Тираж 1000 экз. (Второе изд., испр. и доп.: 1963 — Тираж 5000 экз.)

Умерла 5 января 1981 года в Новосибирске. Муж Александр Берс тоже был археологом, репрессирован и расстрелян в 1937 году, реабилитирован в 1989 году; сын Андрей Александрович — был известным советским учёным-кибернетиком.